# Xylosma
Xylosma é um género botânico pertencente à família Salicaceae.

## Espécies
- Xylosma boulindae
- Xylosma Ciliatifolium
- Xylosma capillipes
- Xylosma crenatum
- Xylosma glaberrimum Sleumer: nativa dos estados de Paraná, Rio de Janeiro e São Paulo, está na lista de espécies ameçadas da IUCN.
- Xylosma grossecrenatum
- Xylosma inaequinervium
- Xylosma kaalense
- Xylosma molestum
- Xylosma peltatum
- Xylosma pininsulare
- Xylosma serpentinum
- Xylosma tuberculatum